# Eduardo César Daud Gaspar
Eduardo César Daud Gaspar, més conegut com a Edu, és un futbolista brasiler, ja retirat i que el seu últim club fou el Corinthians. Ocupà la posició de centrecampista destacant per la capacitat d'organitzar el joc de l'equip i per la precisió de les seues passades, tant amb la dreta (la seua cama bona) com amb l'esquerra.

## Primers anys
Es va formar en les categories inferiors del Corinthians on va romandre tres temporades, guanyant títols com són el campionat brasiler en 1998 i 1999, el Campionat Paulista de 1999 i el Mundial de Clubs l'any 2000.

## Arsenal Football Club
Després d'haver inicialment planejat unir-se a l'Arsenal anglès, l'any 2000, la seva transferència va quedar frenada després d'adonar-se que tenia en possessió un passaport portuguès fals. Mesos més tard, després d'optar a un passaport de la UE (ajudat per l'origen l'italià del seu pare), va fitxar a favor de l'Arsenal el 16 de gener de 2001, per 9 milions d'euros.
En el seu debut en l'Arsenal contra el Leicester City en 2001 va aconseguir marcar un gol, però es va lesionar 15 minuts més tard. Va ser un desafortunat començament, i només va jugar en quatre partits durant aquesta temporada. Molts creuen que va ser mala sort, que un any més tard, no fos seleccionat per jugar en la Copa del Món de Futbol de 2002 amb Brasil, però durant les temporades 2001-02 i 2002-03, l'Arsenal el va ajudar a fer-se gran com a jugador.
Vista com la seva millor temporada de futbol fins avui, en la temporada 2003-04 al centre del camp de l'Arsenal va aconseguir ajudar l'arsenal a guanyar la lliga sense ser derrotats en cap partit i posteriorment aquest grup de jugadors passarien a ser nomenats com els  Arsenal's Invincibles.
Edu va adquirir la ciutadania britànica i es va plantejar jugar per a la selecció d'Anglaterra en la Copa del Món. Brasil no estava disposat a acceptar-ho i finalment el va cridar a jugar com a migcampista titular en la Copa Amèrica de futbol de 2004 amb la selecció de Brasil.
Abans d'acabar la temporada 2003/2004 ja hi havia clars rumors que assenyalaven que Edu no renovaria el seu contracte en l'Arsenal.
Després d'acabar el seu contracte amb l'Arsenal, i decidit a no renovar, va rebre les propostes de Reial Madrid, Barcelona, Inter de Milà, Juventus i València.
En cinc temporades en el club Inglés va guanyar els següents títols: FA Premier League 2001-2002 i 2003-2004, la Copa d'Anglaterra de 2001-2002, 2002-2003 i 2004-2005 i la Community Shield (Supercopa Anglesa) 2003 i 2004.

## València CF
El 30 de maig de 2004 el València CF va anunciar que havia fitxer Edu per un període de cinc anys. Poc després del fitxatge, Edu va sofrir una lesió en la per-temporada una lesió que va acabar amb el seu somni de participar en la Copa del Món de Futbol de 2006 a Alemanya. Va haver d'estar inactiu fins al 4 d'abril de 2006, quan va fer el seu debut en la victòria del València CF 5-3 sobre el Cadis, amb temps suficient per tornar a demostrar el seu valor per al tècnic de la selecció brasilera Carlos Alberto Parreira.
El 3 de juliol de 2009 no va renovar el seu contracte en el València i tornà al seu equip d'origen, Corinthians, on va jugar una temporada i es va retirar en 2010. Posteriorment ha continuat la seva carrera esportiva com a directiu d'aquest club brasiler.

## Selecció nacional
Edu ha estat internacional en 17 oportunitats amb la selecció de Brasil. Va debutar l'abril de 2004 i va ser part de l'equip que va guanyar la Copa Amèrica 2004 i la Copa Confederacions en 2005.

## Clubs
- Sport Club Corinthians Paulista (Brasil): 1998-2000
- Arsenal Football Club (Anglaterra): 2001-2005
- València CF: 2005-2009
- Sport Club Corinthians Paulista (Brasil): 2009-

## Títols

### Nacionals
- 2 Campionats brasilers, Corinthians, 1998 i 1999
- 1 Campionat paulista, Corinthians, 1999
- 2 Lligues angleses, Arsenal, 2001-2002 i 2003-2004
- 3 Copes angleses, Arsenal, 2002, 2003 i 2005
- 2 Community Shield, Arsenal, 2002 i 2004
- 1 Copa del Rei, València CF, 2008

### Internacionals
- 1 Campionat del Món de Clubs, Corinthians, 2000
- 1 Copa Amèrica, Selecció de Brasil, 2004
- 1 Copa Confederacions de la FIFA, Selecció de Brasil, 2005